# Simón Andreu
Simón Andreu Trobat (Sa Pobla (Mallorca), 1 januari 1941) is een Spaans acteur, bekend onder zijn artiestennaam Simón Andreu. Hij studeerde drama, maar voltooide die opleiding niet.
Andreu debuteerde op het witte doek in de Spaanse film Siempre es domingo, maar speelde in de jaren zestig ook veel in Franse films, zoals La Mort d'un tueur en Fedra West. In 1974 speelde hij voor het eerst (een bijrol) in een Amerikaanse film: Open Season met Peter Fonda en William Holden. In de Spaans/Amerikaans/Nederlandse film Flesh & Blood, met in de hoofdrollen Rutger Hauer en Jennifer Jason Leigh, speelde Andreu de rol van Miel. Recenter speelde Andreu in The Chronicles Of Narnia: Prince Caspian waarin hij de rol van Lord Scythley speelt. Inmiddels heeft Andreu meer dan 150 rollen op zijn naam.
Andreu is sinds 1971 gehuwd met Maria Nieves Salgado.

## Beperkte filmografie
- The Way (2010) - Don Santiago
- Sin tetas no hay paraíso (tv-serie, 2009) - Salvador Martínez
- The Chronicles of Narnia: Prince Caspian (2008) - Lord Scythley
- Love in Difficult Times (tv-serie, 2007) - Ildefonso de Suances Barragán
- Bridget Jones: The Edge of Reason (2004) - Mr. Santiago
- Secret Agents (2004) - Maître Deligny
- De Kroon (tv-film, 2004) - Jorge Zorreguieta
- Die Another Day (2002) - Dr. Alvarez
- The Sea (2001) - Alcántara
- The Return of El Coyote (1998) - Montalbán
- La femme du cosmonaute (1998) - Luis
- Flesh & Blood (1985) - Miel

- Biblioteca Nacional de España: XX1080687
- Bibliothèque nationale de France: cb14024897h (data)
- Gemeinsame Normdatei: 1062121953
- International Standard Name Identifier: 0000 0000 5922 2151
- Library of Congress Control Number: no00051876
- Système universitaire de documentation: 163527296
- Virtual International Authority File: 7587194
- WorldCat: E39PBJf8yjvBDWHj8PBjCk6Yfq